# وربوونو
وربوونو (به صربی: Vrbovno) یک منطقهٔ مسکونی در صربستان است که در لازارواتس واقع شده‌است. وربوونو ۹٫۹۵ کیلومتر مربع مساحت و ۱٬۰۴۲ نفر جمعیت دارد و ۱۴۵ متر بالاتر از سطح دریا واقع شده‌است.